# Down to Earth (SBQ)
Down to Earth is het laatste studioalbum van de combinatie muziekgroepen Sutherland Brothers and Quiver. De band Quiver staat weliswaar nog vermeld maar is slechts nog door een musicus vertegenwoordigd, de drummer Willie Wilson. Tim Renwick, de andere Quiver-man, had de band al verlaten, maar speelde nog wel mee op dit album. Dat SB&Q enigszins in de belangstelling stond bleek uit het feit dat het album is opgenomen in de Abbey Road Studios van EMI onder leiding van Bruce Welch, voorheen van The Shadows. De band deed er twee maanden, juni en juli 1977 over om het album op te nemen.
Het was niet alleen de laatste elpee van de combinatie; het moest in vergelijking tot andere albums van deze bands lang wachten op afgifte op compact disc. Lemon Recordings, een retroplatenlabel, bracht het 26 januari 2009 op de markt. Daarop drie bonustracks opgenomen in Los Angeles; deze bonustracks verschenen op de Amerikaanse versie van de elpee, die ook een andere trackvolgorde had en verscheen zonder de naam Quiver.

## Musici
- Gavin Sutherland – zang
- Iain Sutherland – zang, gitaar
- Willie Wilson – slagwerk
- Ray Flacke, Mick Grabham, Tim Renwick – gitaar
- John Bundrick – toetsinstrumenten
- Andy Pyle, Rick Wills – basgitaar
- Brian Bennett, John Shearer – percussie

## Composities
| Nr. | Titel                   | Duur |
| --- | ----------------------- | ---- |
| 1.  | Ice in the fire (Iain)  |      |
| 2.  | Dark ship (Iain)        |      |
| 3.  | Harbour lights (Gavin)  |      |
| 4.  | Somebody’s fool (Iain)  |      |
| 5.  | Fun of the farm (Gavin) |      |

| Nr. | Titel                              | Duur |
| --- | ---------------------------------- | ---- |
| 6.  | Every tear I Cry (Iain)            |      |
| 7.  | Situations (Iain)                  |      |
| 8.  | Oh woman (Iain, Gavin, Willie)     |      |
| 9.  | Rock’n’roll people (Iain, Gavin)   |      |
| 10. | Where lies your soul (Iain, Gavin) |      |

| Nr. | Titel                                 | Duur |
| --- | ------------------------------------- | ---- |
| 11. | One more night with you (Iain, Gavin) |      |
| 12. | Sunbird (Iain, Gavin)                 |      |
| 13. | Iain (When I say I love you)          |      |

Er verscheen van het album een single: Somebody's fool met op de B-kant Sailing en You got me anyway; het haalde de Nederlandse Top 40 niet.